# Kierownik jednostki
Kierownik jednostki – zgodnie z ustawą o rachunkowości z dnia 29 września 1994 r. (art. 3 ust. 1 pkt 6) – członek zarządu lub innego organu zarządzającego, a jeżeli organ jest wieloosobowy – członkowie tego organu, powołani do pełnienia tej funkcji zgodnie z postanowieniami umowy spółki, statutu lub innymi obowiązującymi jednostkę przepisami prawa. Wyłączeniu podlegają pełnomocnicy ustanowieni przez jednostkę.
W przypadku spółki jawnej i cywilnej za kierownika jednostki uważa się wspólników prowadzących sprawy spółki; w przypadku spółki partnerskiej – wspólników prowadzących sprawy spółki albo zarząd; a w odniesieniu do spółki komandytowej i spółki komandytowo-akcyjnej – komplementariuszy prowadzących sprawy spółki. W przypadku osoby fizycznej prowadzącej działalność gospodarczą za kierownika jednostki uważa się tę osobę. Przepis ten stosuje się odpowiednio do osób wykonujących wolne zawody.
Za kierownika jednostki uważa się również likwidatora, a także syndyka lub zarządcę ustanowionego w postępowaniu restrukturyzacyjnym.